# Staatliche Kunsthalle Karlsruhe
La Staatliche Kunsthalle de Karlsruhe est un musée d'art allemand conçu par Heinrich Hübsch et inauguré en 1846.

## Histoire
Le bâtiment a été construit entre 1838 et 1846.

## Collection
Ses collections concernent essentiellement la peinture allemande du Moyen Âge à l'époque contemporaine.

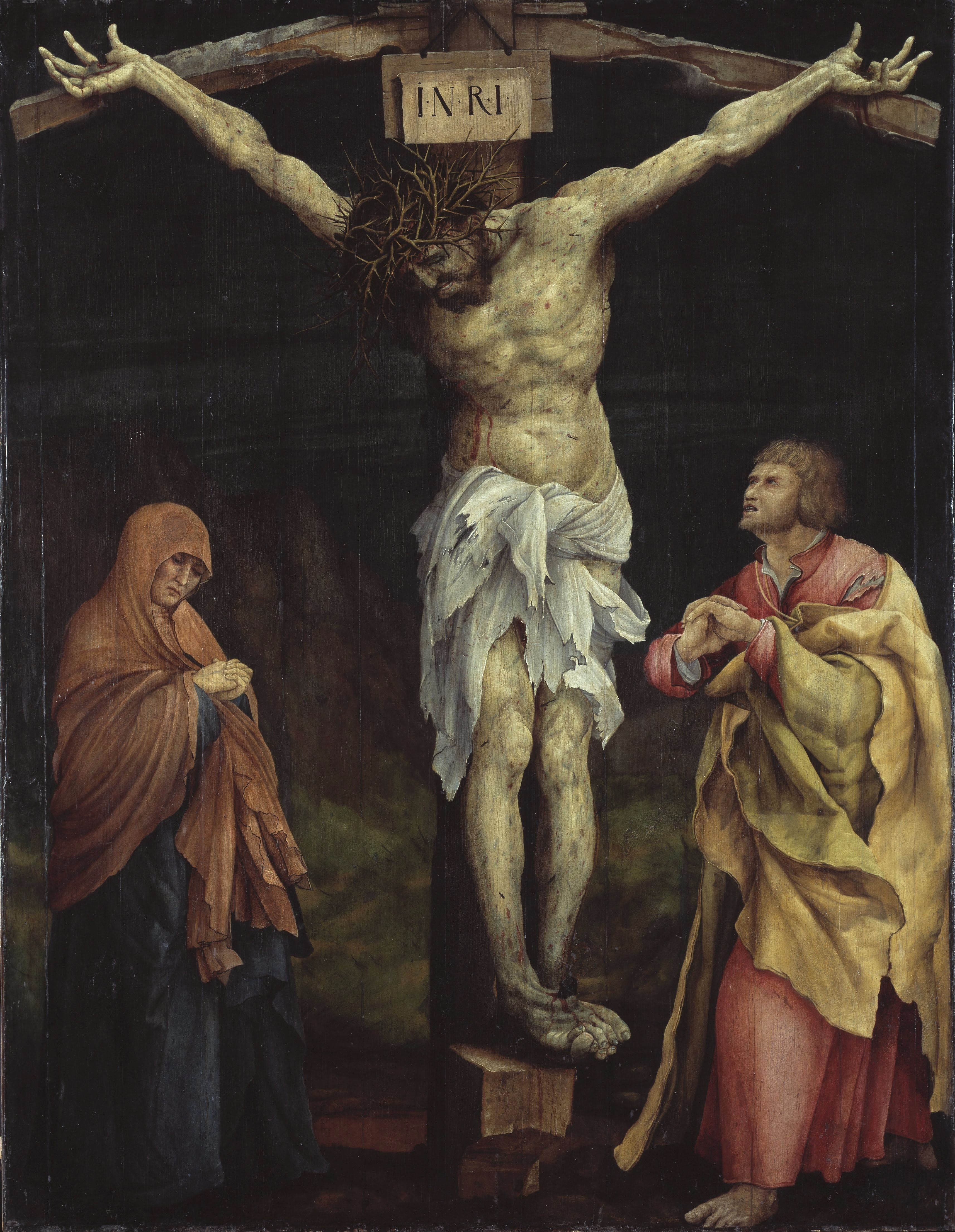
Matthias Grünewald : Christ en croix, vers 1523

Le musée expose notamment le Christ en croix entre Marie et Jean de Matthias Grünewald (vers 1523) ainsi que plusieurs dessins de ce dernier. Il possède plusieurs œuvres d'Albrecht Dürer comme L'Homme de douleurs, de Lucas Cranach l'Ancien comme Vierge à l'Enfant dans un paysage luxuriant, ou encore d'Hans Holbein le Jeune.
La collection, dans le bâtiment principal, est divisée en plusieurs catégories.
- Les peintres allemands du Haut Moyen Âge et de la Renaissance.
- Les peintres flamands et allemands du XVIe au XVIIIe siècle.
- Les peintres flamands du XVIe siècle.
- Les peintres français du XVIIe au XIXe siècle.
- Les peintres et sculpteurs allemands du XIXe siècle

Parmi les peintres flamands dont un ou plusieurs tableaux sont présents au musée, l'on peut distinguer Jordaens, Rubens, Rembrandt, Pieter de Hooch, Jan van der Heyden, Jan Weenix, etc.
La peinture française est représentée par de nombreux tableaux dont Le Petit Lange d'Édouard Manet (1862).

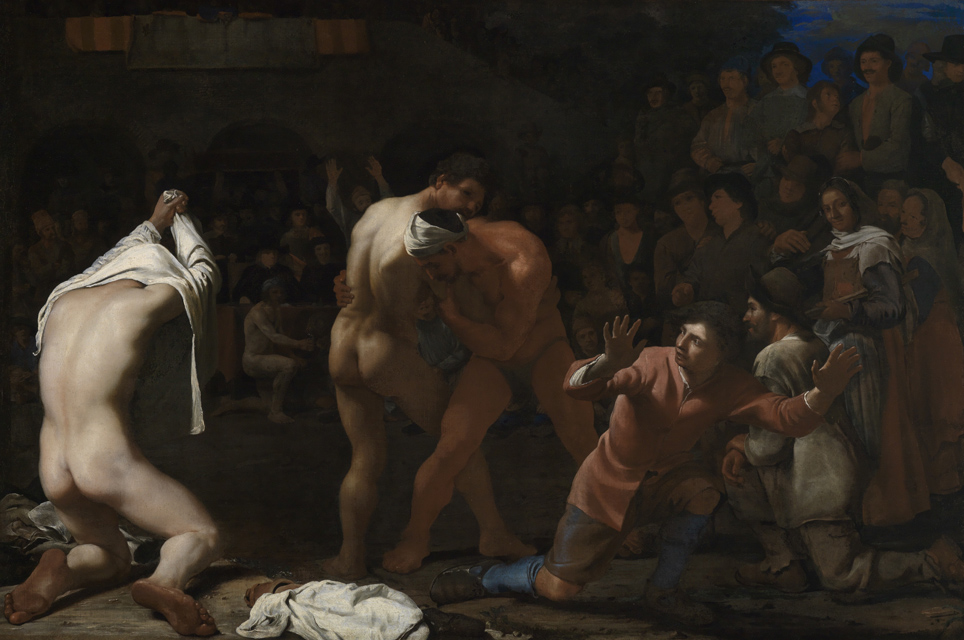
Michael Sweerts : Le Combat de lutteurs (1648-1650).

La peinture du XXe siècle est exposée dans l'orangerie, bâtiment voisin de l'édifice principal, avec plusieurs fauvistes français, ainsi que des tableaux des deux groupes expressionnistes allemands que sont le Blaue Reiter et Die Brücke. L'orangerie renferme une collection représentative du modernisme classique et de l'art contemporain. Outre les sculptures d'Auguste Rodin et Henry Moore, sont exposées des toiles d'expressionnistes allemands (Franz Marc, Chevreuils dans la forêt), d'artistes influencés par le cubisme (Léger, Delaunay) mais également La Bourrasque de Max Ernst et Les Sept Péchés capitaux d'Otto Dix. Parmi les artistes contemporains, on citera Arnulf Rainer, Gerhard Richter, Yves Klein et Antoni Tàpies.

## Autres œuvres
- Jacques Linard une huile sur toile, Vase de fleurs sur la boîte de copeaux, fut achetée en 1969 grâce à la loterie du Bade-Wurttemberg, le Toto Lotto.
- François-André Vincent, une esquisse de La Leçon de labourage, dont la version définitive est au musée des Beaux-arts de Bordeaux.
- Frans Snyders, une huile sur toile datée vers 1610, Nature morte aux légumes.
- Alexander Kanoldt, une huile sur toile datée de 1921, Nature morte au caoutchouc (Nature morte III)
- Clara Peeters, une huile sur panneau datée de 1612, Nature morte aux fleurs et aux coupes

## Galerie

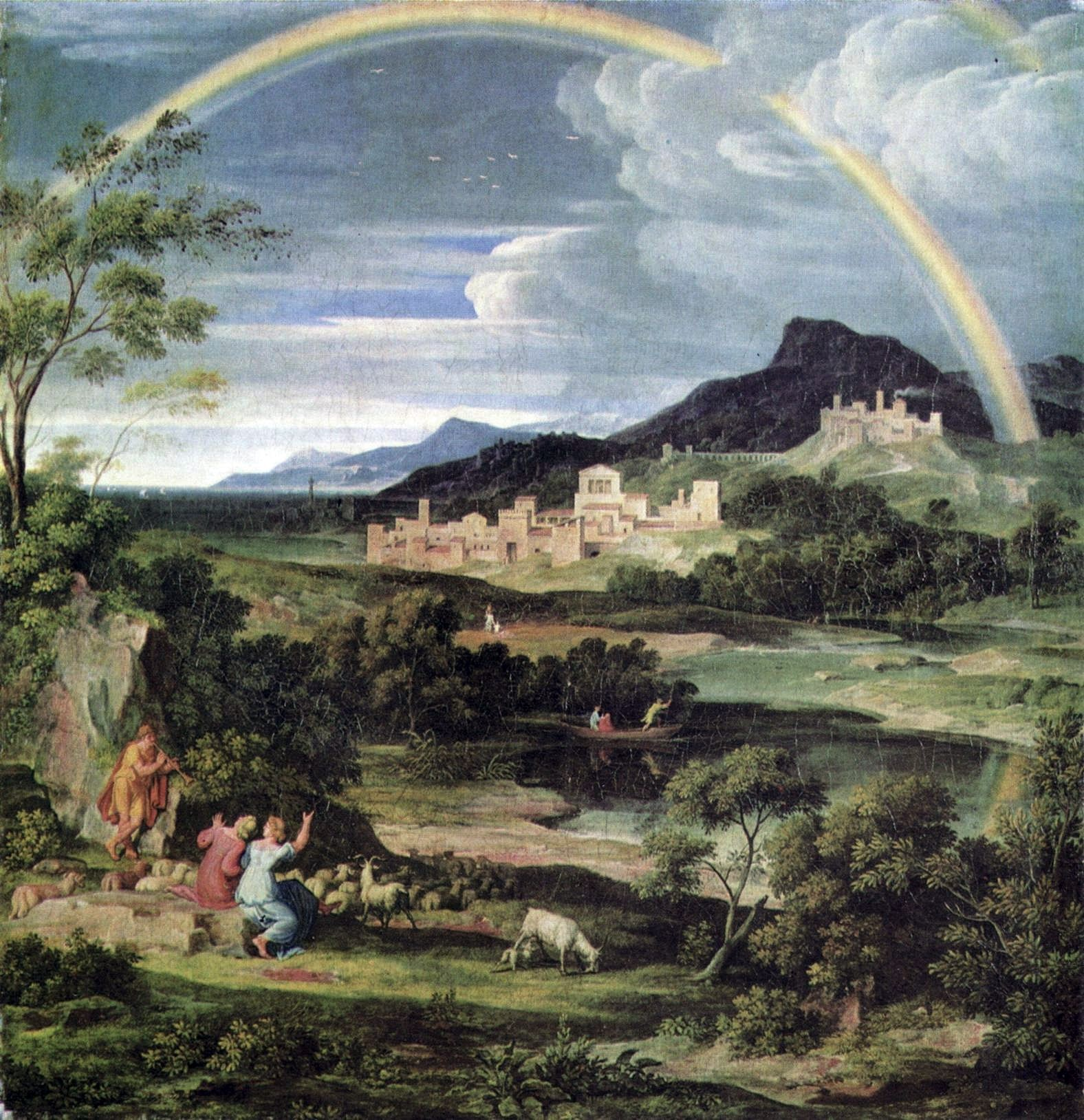
Joseph Anton Koch : Paysage avec arc-en-ciel (1805)
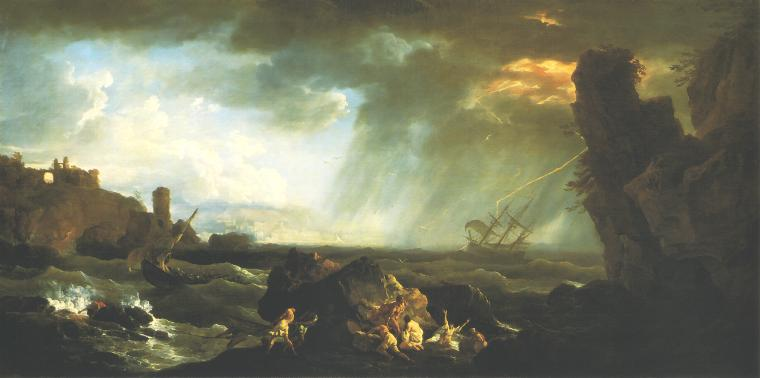
Joseph Vernet : L'Orage (Musée de la Marine)
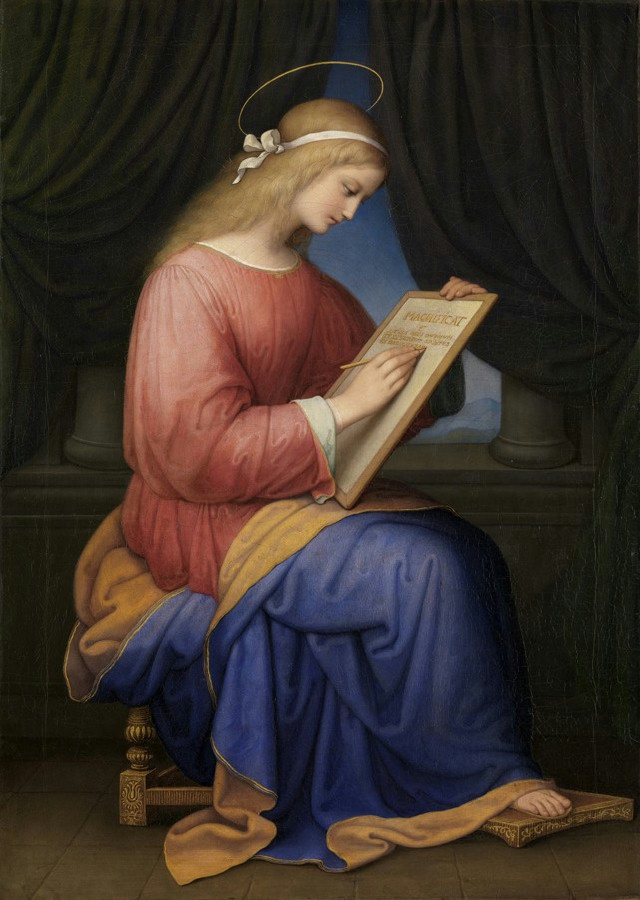
Marie Ellenrieder : Marie écrivant le Magnificat (1833)
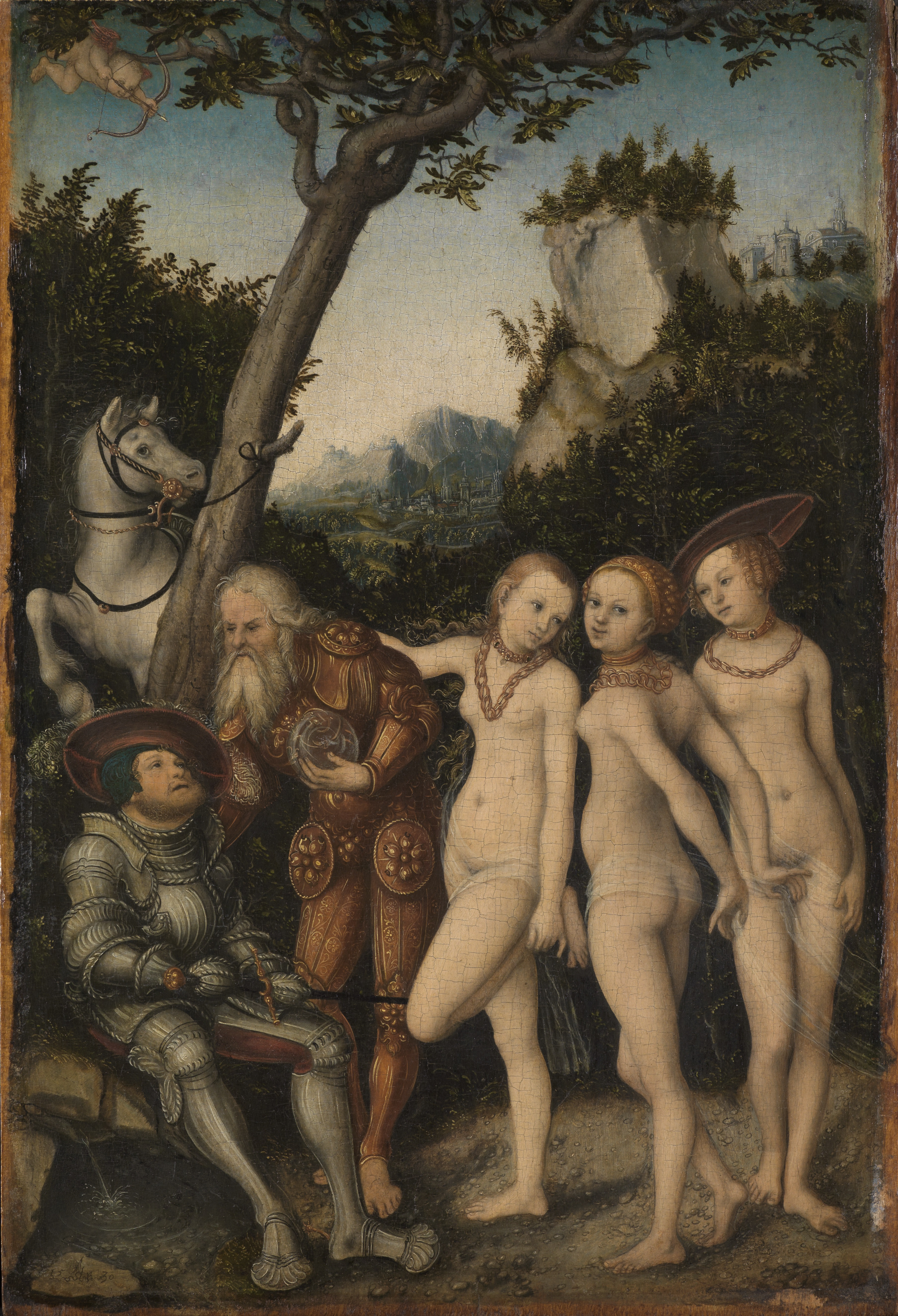
Lucas Cranach l'Ancien : Le Jugement de Pâris (1530)
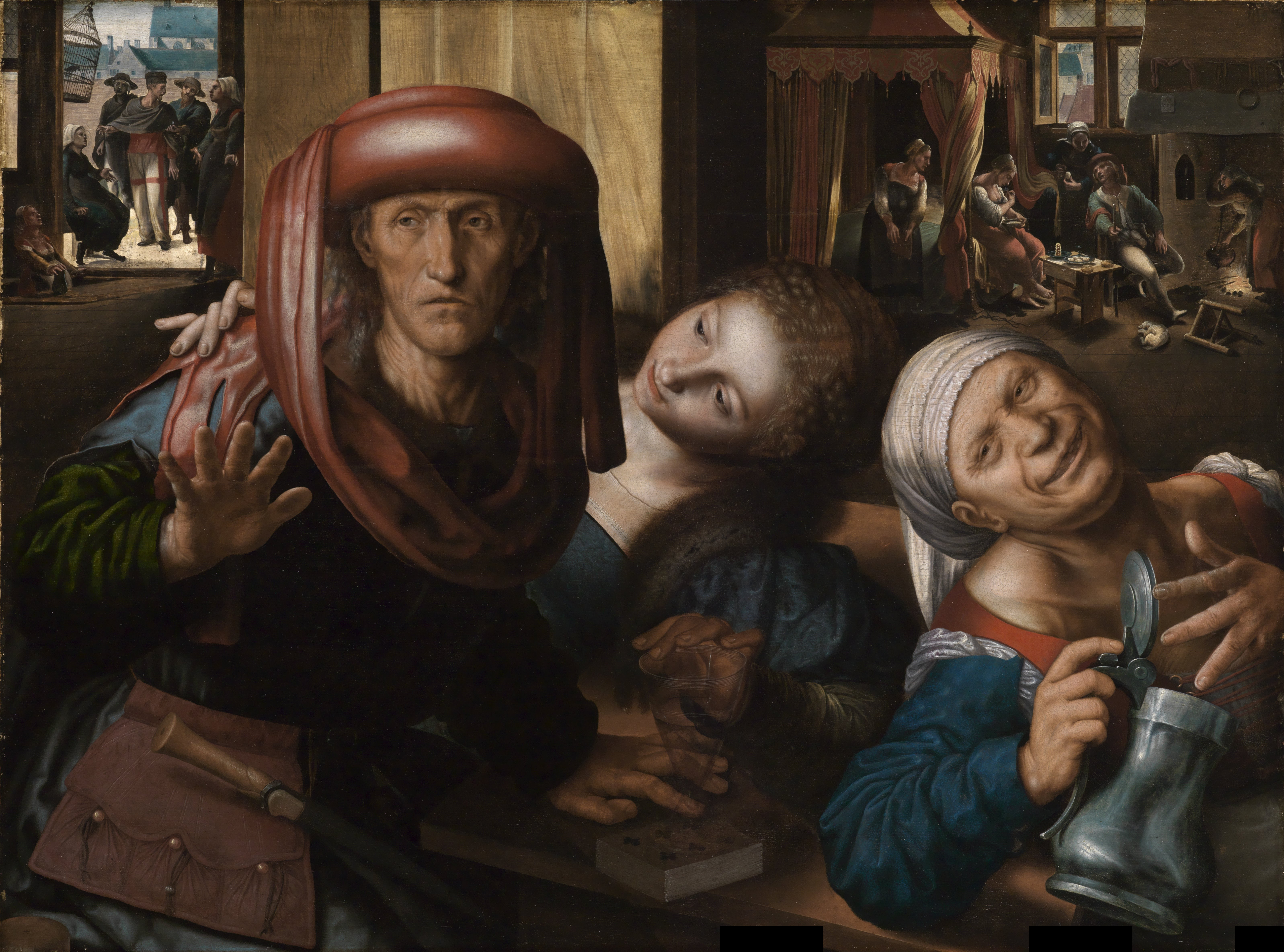
Jan Sanders van Hemessen : La Compagnie dissolue (1545-1550)
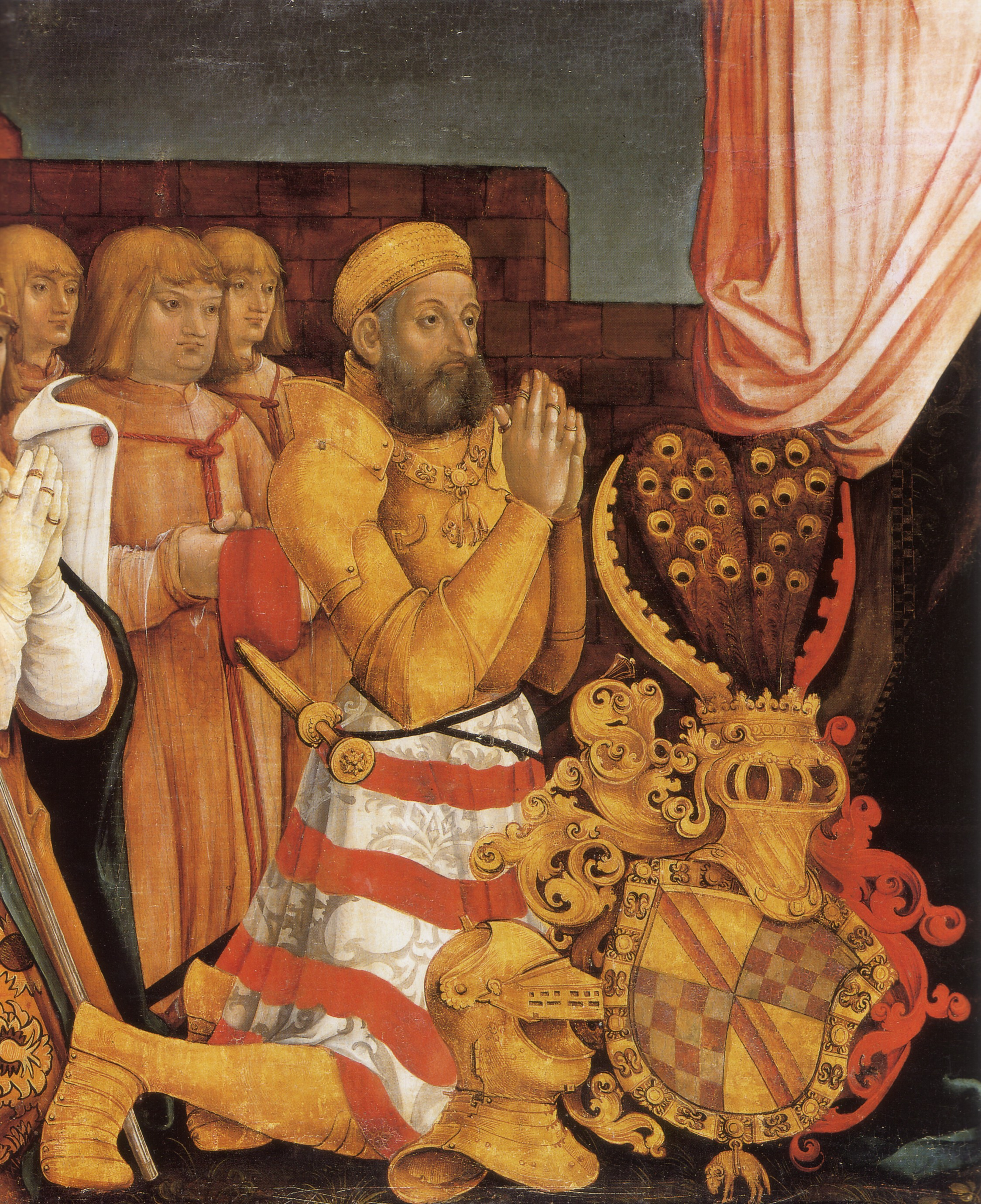
Hans Baldung : du margrave Christophe Ier de Bade, détail du tableau votif (1509-10)
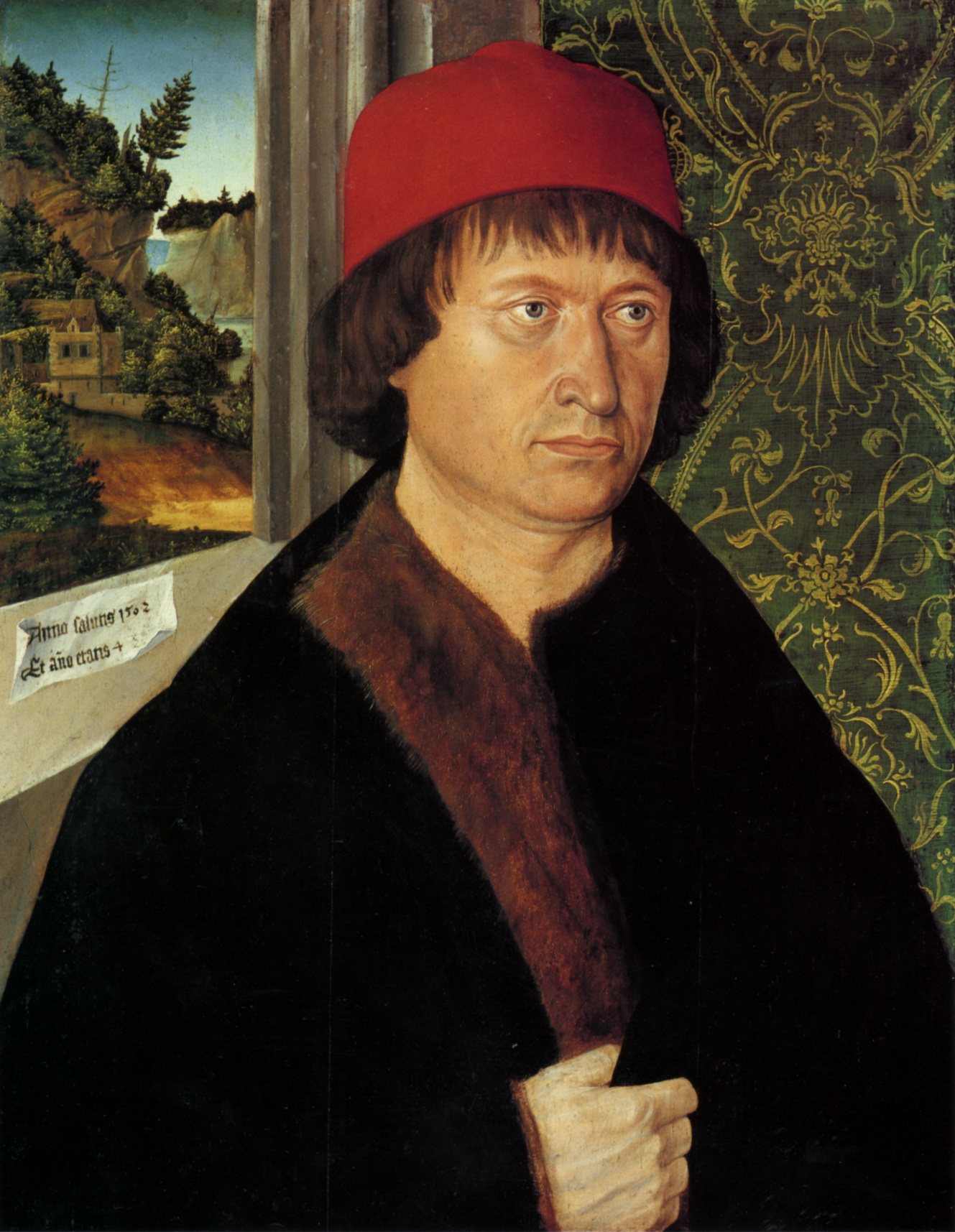
Anonyme : Portrait de Hugo de Hohenlandenberg, évêque de Constance (1502)
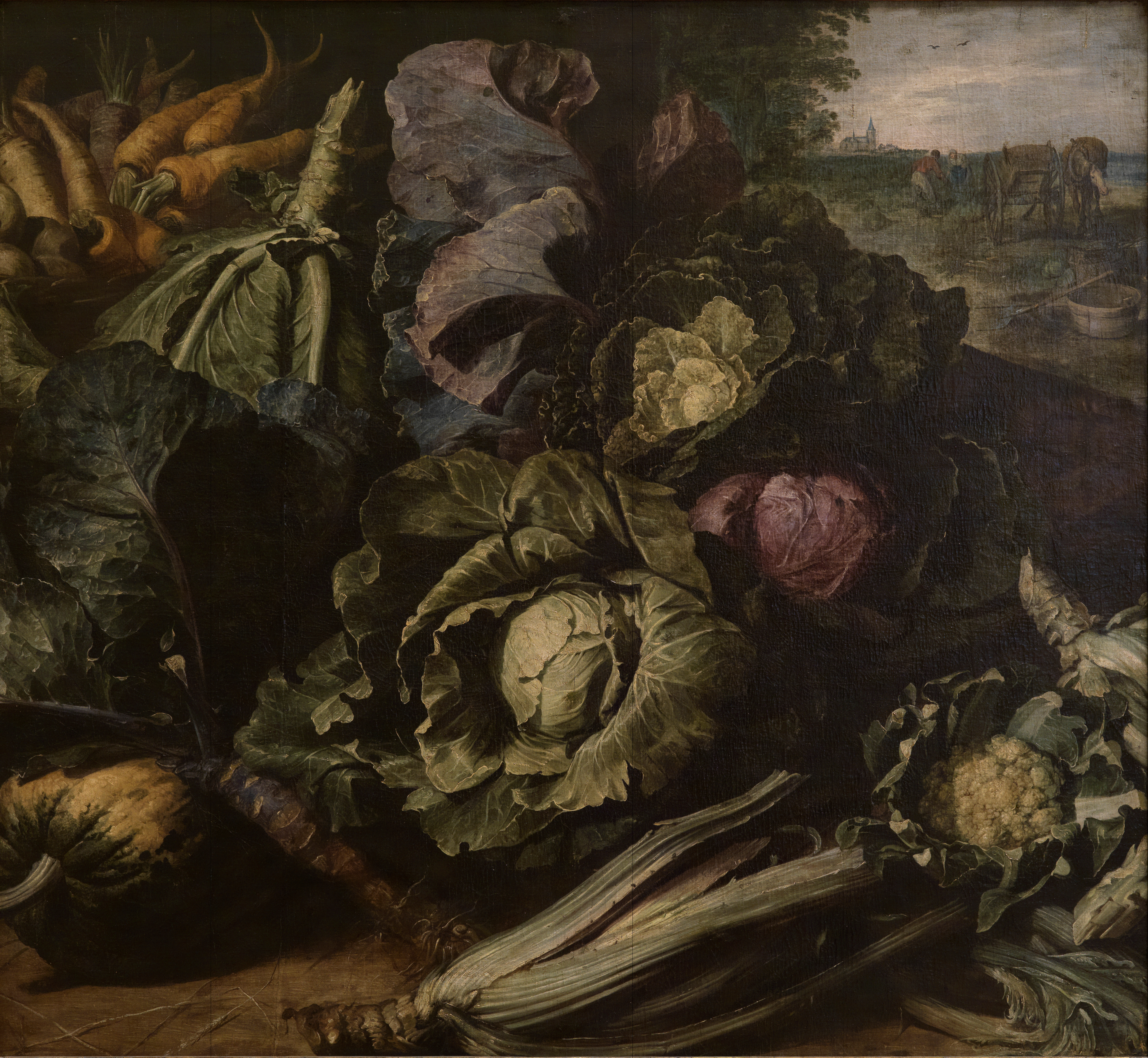
Frans Snyders, Nature morte aux légumes, vers 1610.